# 道の駅石狩「あいろーど厚田」
道の駅石狩「あいろーど厚田」（みちのえき いしかり「あいろーどあつた」）は、北海道石狩市にある国道231号の道の駅である。

## 施設
- 駐車場 154台
- トイレ 21器
- 観光交流センター
  - 郷土資料室
  - 歴史・文化情報コーナー
  - 地場産品紹介コーナー
  - 地場産品体験コーナー
  - 多目的スペース
- 情報・休憩コーナー
  - 観光・道路情報コーナー
  - バス待合スペース
- イベント広場
- こども広場